# Кембриджский университет
Ке́мбриджский университе́т, Кембридж (англ. University of Cambridge, лат. Universitas Cantabrigiensis) — крупнейший государственный (публичный) университет Великобритании. Второй в стране по старинности, после Оксфордского, и четвёртый в целом в мире. 
Рейтинги вузов (2015) ставят его на первое место в Англии и четвертое-пятое место в мире. Кембриджский университет считается самым богатым университетом Соединенного Королевства как по размеру эндаумента, так и по совокупным активам. 
Здесь учились и работали Исаак Ньютон и Джеймс Максвелл, Чарлз Дарвин и лорд Кельвин, Поль Дирак и лорд Рэлей, Бертран Рассел и Эрнест Резерфорд. По состоянию на октябрь 2020 года с Кембриджем в том или ином качестве непосредственно были связаны 121 лауреат Нобелевской премии, 11 обладателей медали Филдса, 7 лауреатов премии Тьюринга и 14 премьер-министров Великобритании. Выпускники университета завоевали 194 олимпийских медали.

## История
Согласно летописям, университет был образован в 1209 году ассоциацией учёных, покинувших город Оксфорд из-за того, что оксфордский студент убил жительницу города. По другим сведениям, он возник как результат просветительской программы монашеских орденов средневековья. В 1214 году были составлены формальные университетские правила. По ним назначался ректор и утверждалась программа с экзаменами в конце. Главным отличием университетов от монастырей было обучение наукам, философии, логике, математике.
В 1249 и 1260 годах произошли жестокие столкновения между жителями города Кембридж и университетским сословием. Несмотря на репрессии со стороны короля в отношении горожан, часть учёных не чувствовала себя в безопасности после погромов и бежала в Нортгемптон, где в 1261—1265 годах недолгое время существовал Нортгемптонский университет.
Первый из кембриджских колледжей, Питерхаус, в 1284 году основал Хуго де Балшем, епископ города Или. В 1318 году папа Иоанн XXII присвоил Кембриджу статус официального университета католической церкви (studium generale). На протяжении большей части своей истории оный являлся, в первую очередь, религиозным учебным заведением, будучи безразличен к науке даже в XVIII веке, несмотря на свою историческую связь с Исааком Ньютоном. Члены университетского совета были обязаны принимать духовный сан вплоть до 1871 года.
Кембридж входит в «золотой треугольник» английских университетов.

## Структура
Административно представляет собой конфедерацию колледжей (всего 31). У каждого колледжа своя недвижимость, библиотека, общежитие для студентов, (протестантская) церковь (chapel) с обязательным хором и органом и т. д. Жизнь и работа колледжей регулируется их собственными уставами и правилами (например, гендерные и возрастные ограничения для абитуриентов). Каждый колледж имеет своих представителей в совете университета. Вместе с тем студенты любого колледжа могут пользоваться общими подразделениями университета, среди которых знаменитые Кембриджская университетская библиотека и Кавендишская лаборатория, а также Кембриджская обсерватория.
Учебная и научная работа студентов и аспирантов организована в шести так называемых «школах» университета. Каждая «школа» административно — это тематическая (проблемная) группа из нескольких факультетов (совокупность кафедр), научно-исследовательских институтов, лабораторий и т. п.:
- Arts and Humanities (гуманитарные науки)

Faculty of Architecture and History of Art (архитектура и искусствоведение)
Faculty of Asian and Middle Eastern Studies (востоковедение)
Faculty of Classics (латынь, древнегреческий)
Faculty of Divinity (теология)
Faculty of English (английский язык)
Faculty of Modern and Medieval Languages (современные и средневековые языки)
Faculty of Music (музыковедение, фольклористика, история исполнительства)
Faculty of Philosophy (философия)
Centre for Research in the Arts, Social Sciences and Humanities (НИИ гуманитарного знания)
The Language Centre (НИИ языкознания)
- Humanities and Social Sciences (общественные науки)

Faculty of Human, Social and Political Science (социология, политология)
Faculty of Economics (экономика)
Faculty of Education (педагогика)
Faculty of History (история)
Department of History and Philosophy of Science (кафедра истории науки и философии)
Faculty of Law (юриспруденция)
Institute of Criminology (НИИ криминологии)
Department of Land Economy (кафедра народного хозяйства и экологии)
- Biological Sciences (биологические науки)
- Physical Sciences (естествознание)
- Clinical Medicine (клиническая медицина)
- Technology (техника и технология)

Ординарные преподаватели (не «почасовики») в «школах» одновременно являются действительными членами (fellows) какого-либо из колледжей.
Среди людей, так или иначе связанных с Кембриджским университетом, 88 нобелевских лауреатов — по этому показателю он занимает первое место среди высших учебных заведений мира.

### Колледжи
С 1979 года Кембриджский университет насчитывает 31 колледж, которые неофициально делятся на 16 «старых» (с датой основания между 1284 и 1596 годами) и 15 «новых» (основанных между 1800 и 1979 годами).
Три колледжа принимают только женщин (Ньюнхэм, Люси Кавендиш и Мюррей Эдвардс). Остальные 28 колледжей — смешанные.
Два колледжа принимают только аспирантов (англ. post-graduate students) (Клэр Холл и Дарвин). 4 колледжа принимают преимущественно взрослых студентов (старше 21 года) или аспирантов (graduate, postgraduate) (Мюррей Эдвардс, Люси Кавендиш, Святого Эдмунда и Вулфсон). Остальные 25 колледжей принимают как студентов (undergraduate), так и аспирантов.
В городе Кембридже есть теологические колледжи: Вестминстерский колледж и Ридли Холл, связанные с Кембриджским университетом через Кембриджскую теологическую федерацию.
Список колледжей (в порядке их «возраста», от старейшего к новейшему):
1. Питерхаус (англ. Peterhouse), 1284
2. Клэр-колледж (англ. Clare College), 1326
3. Пемброк-колледж (англ. Pembroke College), 1347
4. Колледж Гонвил и Киз (англ. Gonville & Caius College), 1348
5. Тринити Холл (англ. Trinity Hall), 1350
6. Колледж Корпус-Кристи (англ. Corpus Christi College), 1352
7. Колледж Магдалины (англ. Magdalene College), 1428
8. Королевский колледж (англ. King's College), 1441
9. Куинз-колледж (англ. Queens' College), 1448
10. Колледж Святой Екатерины (англ. St Catharine’s College), 1473
11. Джизус-колледж (англ. Jesus College), 1496
12. Колледж Христа (англ. Christ's College), 1505
13. Колледж Святого Иоанна (англ. St John’s College), 1511
14. Тринити-колледж (англ. Trinity College), 1546
15. Эммануил-колледж (англ. Emmanuel College), 1584
16. Сидни-Сассекс-колледж (англ. Sidney Sussex College), 1596
17. Даунинг-колледж (англ. Downing College), 1800
18. Гёртон-колледж (англ. Girton College), 1869
19. Фицуильям-колледж (англ. Fitzwilliam College), 1869
20. Ньюнэм-колледж (англ. Newnham College), 1871
21. Селвин-колледж (англ. Selwyn College), 1882
22. Хьюз Холл (англ. Hughes Hall), 1885
23. Колледж Святого Эдмунда (англ. St Edmund’s College), 1896
24. Колледж Мюррей Эдвардс (англ. Murray Edwards College), 1954
25. Колледж Черчилля (англ. Churchill College), 1958
26. Колледж Дарвина (англ. Darwin College), 1964
27. Колледж Вулфсона (англ. Wolfson College), 1965
28. Колледж Люси Кавендиш (англ. Lucy Cavendish College), 1965
29. Клэр Холл (англ. Clare Hall), 1966
30. Хомертон-колледж (англ. Homerton College), 1976
31. Колледж Робинсона (англ. Robinson College), 1977Вид на Институт непрерывного образования Кембриджского университета.

### Институт непрерывного образования Кембриджского университета[10]
Помимо 31 колледжа, в университете действуют более 150 кафедр, факультетов, школ, синдикатов и других академических институтов. Среди них выделяется старейшее в мире университетское подразделение, занимающееся непрерывным образованием, — Институт непрерывного образования, расположенный в усадьбе XVI века Мэдингли-Холл в Кембриджшире. Институт предлагает программы непрерывного образования на уровнях бакалавриата и магистратуры, начиная от сертификатов высшего образования и заканчивая степенями магистра.

## Финансирование
Официальный статус университета — привилегированное благотворительное учреждение (exempt charity). Финансирование складывается из государственного образовательного гранта (Higher Education Funding Council), студенческих/аспирантских денежных взносов, пожертвований благотворительных фондов, дохода издательства Cambridge University Press, грантов группы «Рассел» и некоторых других источников. В финансовом году, закончившемся 31 июля 2019 года, общий доход центрального университета без учёта колледжей составил 2,192 миллиарда фунтов стерлингов, из которых 592,4 миллиона фунтов стерлингов были получены от исследовательских грантов и контрактов. В конце того же финансового года центральный университет и колледжи вместе обладали совокупным капиталом в размере более 7,1 миллиарда фунтов стерлингов, а общие консолидированные чистые активы (исключая «нематериальные» исторические активы) превышали 12,5 миллиарда фунтов стерлингов.

## Курсы и предметы
В Кембриджском университете обучение ведётся по 28 курсам, которые включают в себя следующие предметы:
| - Англосаксы, скандинавы, кельты - Архитектура - Азия и Ближний Восток - Классика (древняя Греция и древний Рим) - Экономика - Английский - География - История - История искусств - Археология - Биологическая антропология - Политика и международные отношения - Социальная антропология - Социология - Сельскохозяйственная экономика - Право - Лингвистика | - Менеджмент - Современные и средневековые языки (французский, немецкий, итальянский, испанский, португальский и русский языки) - Музыковедение (история и теория), композиция - Философия - Теология и религиоведение - Химическая инженерия - Компьютерные науки - Инженерия - Технология машиностроения - Математика - Медицина - Астрофизика - Биохимия - Биологические и биомедицинские науки | - Химия - Генетика - Геология - Материаловедение - Неврология - Патология - Фармакология - Естествознание - Физика - Физиология, развитие и нейронауки - Ботаника - Психология - Системная биология - Зоология - Психология и поведенческие науки - Ветеринария |

## Спорт
Университет знаменит своими прочными многолетними традициями в гребле, особенно знаменитые гонки за первенство против Оксфорда. Также примечательны успехи в других видах спорта: крикете, регби, шахматах и блошках.

## Стоимость обучения
В 2011—2012 учебном году стоимость обучения для иностранных студентов составляла £11829 для предметов 1-й и 2-й групп (археология и антропология, экономика, педагогика, право, лингвистика, математика, политология, психология и другие), £15480 — для предметов 3-й группы (архитектура, география, музыка), £18000 — для предметов 4-й группы (инженерия, информатика, менеджмент и другие), £28632 — для предметов 5 группы (медицина и ветеринария).

Также необходимо учитывать, что раз в год необходимо оплачивать университетский сбор (College fees) — от £4400 до £5800. Прожиточный минимум для иностранных студентов составляет около £8000 в год.
Существуют гранты для иностранных студентов, которые частично покрывают стоимость обучения или сборы колледжа. Информацию о них может предоставить администрация университета (Cambridge Admissions Office) или представитель администрации в том колледже, куда поступает кандидат. Гораздо большее количество грантов предлагается магистрантам и аспирантам.
В 2019 году стало известно, что британский миллиардер, выпускник Дэвид Хардинг пожертвовал рекордные 100 миллионов фунтов стерлингов для привлечения талантливых студентов со всего мира.